# WASP (groupe)
Pour les articles homonymes, voir WASP.
W.A.S.P. est un groupe de heavy metal américain, originaire de Los Angeles. Tout comme Mötley Crüe, Poison, Ratt ou Quiet Riot, le groupe, formé en 1982, fait partie du mouvement glam metal créé à Los Angeles. Il connaît son heure de gloire dans les années 1980. W.A.S.P. s'est notamment fait connaître grâce à ses paroles controversées et ses concerts choquants.
Le groupe est la cible de nombreuses attaques du Parents Music Resource Center (PMRC) menées par Tipper Gore. W.A.S.P. immortalise son combat contre ce groupe de pression dans la chanson Harder, Faster de l’album Live...In the Raw. Blackie Lawless est le seul membre permanent de ce groupe qui a connu de nombreux changements de line-up. En 2014, ils continuent à sortir des albums et à faire des tournées.

## Biographie
Fan de The Who et de Uriah Heep, c'est Blackie Lawless qui crée le groupe en 1982 et se fait connaître rapidement pour son imagerie choquante : maquillage, sang, ossements, moule-burnes en forme de scie circulaire (qui servira longtemps de logo au groupe). Les paroles sont violentes et parlent de sexualité. Sur scène, le groupe jetait des morceaux de viande crue dans le public. Un jour, le batteur reçoit la même chose sur la tête. Le premier single, Animal (Fuck Like a Beast) fait connaître le groupe mais les controverses ne se font pas attendre et des nouveaux éléments apparaissent au niveau des concerts : les membres du groupe « torturent » des jeunes femmes. Les albums s'enchaînent : The Last Command en 1985, Inside The Electric Circus en 1986 et en 1987 sort le premier album live du groupe, Live...In the Raw qui marquera la fin d'une époque. L'album The Headless Children surprendra par son ambition et sa maturité. C'est un grand disque, salué par la presse qui cesse de voir en W.A.S.P une bande de garçons bouchers en manque de sensations fortes. L'album comprendra également une reprise de The Who avec le titre The Real Me. Malheureusement pour le groupe, Chris Holmes partira peu de temps après. 
Mais Lawless se lance dans un projet solo : le concept album. Ce qui aurait dû être un album solo devient un album de W.A.S.P à part entière : The Crimson Idol,.
Still Not Black Enough aurait pu marquer la fin du groupe, mais l'album K.F.D est un come-back pour le groupe. En 1999, le groupe récidive sur Helldorado, un retour aux sources, suivi en 2001 par Unholy Terror. Holmes quitte une nouvelle fois W.A.S.P et Lawless, marqué par les attentats du 11 septembre, produira une série d'albums assez sombres : Dying for the World le 11 juin 2002, et le diptyque The Neon God le 6 avril 2004. En 2007, le groupe fait un nouveau retour aux sources avec Dominator. En 2009, il sort un album intitulé Babylon.

## Signification du nom
De nombreuses rumeurs circulaient concernant le nom du groupe. Certains pensent que W.A.S.P. signifie We Are So Perfect (« Nous sommes si parfaits ») ou même We Are So Powerful (« Nous sommes si puissants »). D’autres rumeurs sont allées jusqu'à avancer que cet acronyme signifie We Are Satan's People, ou We Are Satan's Preachers.
L'association américaine Parents Music Resource Center avait avancé l'hypothèse que W.A.S.P. signifiait We are sexual perverts (« Nous sommes des obsédés sexuels ») — ce dont se défend Blackie Lawless dans la chanson Harder Faster. Au début de cette chanson live, Blackie Lawless s'écrie : « Nous n’en sommes pas sûrs mon pote. »
Néanmoins on peut trouver l'inscription "We Are Sexual Perverts" sur la matrice du pressage américain de leur 1er album éponyme sorti en 1984.

## Tournées
Durant les années 1980, les performances scéniques de W.A.S.P. étaient particulièrement choquantes : en plus des paroles très controversées, des maquillages et des costumes, le chanteur Blackie Lawless lançait des steaks d'une demi-livre dans le public, buvait du faux sang dans un crâne, simulait de la torture sur des femmes nues et utilisait une tronçonneuse sur scène. Cependant, depuis que Lawless s'est rapproché de la foi chrétienne dans les années 2000, ses concerts sont devenus bien plus sobres et classiques.

## Membres

### Membres actuels
- Blackie Lawless – chant, guitare rythmique et basse (depuis 1982)
- Doug Blair – guitare (depuis 2005)
- Mike Duda (it)– basse (depuis 1996)
- Aquiles Priester – batterie (depuis 2017)

### Anciens membres
- Randy Piper – guitare (1982–1986)
- Tony Richards – batterie (1982–1984)
- Rik Fox – basse (1982)
- Chris Holmes – guitare (1983–1990, 1996–2001)
- Steve Riley – batterie (1984–1987)
- Johnny Rod – basse (1986–1989, 1992–1993)
- Chad Nelson - batterie (1987)
- Glen Soderling - batterie (1987)
- Kelly Martella - batterie  (1988–1989)
- Frankie Banali – batterie et percussions (1989–1990, 1992, 1995, 2001, 2004)
- Stet Howland – batterie (1991–2005)
- Bob Kulick – guitare lead (1991–1995) (performance et invité sur The Crimson Idol et Still Not Black Enough)
- Lita Ford - guitare (1993)
- Darrell Roberts – guitare (2002–2005)
- Jeremy Spencer - batterie (2005)
- Mark Zavon – guitare (2006)

## Discographie
- 1984 : WASP
- 1985 : The Last Command
- 1986 : Inside the Electric Circus
- 1989 : The Headless Children
- 1992 : The Crimson Idol
- 1995 : Still Not Black Enough
- 1997 : Kill Fuck Die
- 1999 : Helldorado
- 2001 : Unholy Terror
- 2002 : Dying for the World
- 2004 : The Neon God - Part 1 : The Rise
- 2004 : The Neon God, Pt. 2: The Demise
- 2007 : Dominator
- 2009 : Babylon
- 2015 : Golgotha
- 2018 : Re-Idolized

### Albums live
- 1987 : Live...In the Raw
- 1998 :Double Live Assassins
- 2000 :The Sting

### Compilations
- 1993 : First Bloods... Last Cuts
- 2000 : The Best of the Best (1984-2000)
- 2007 : The Best of the Best

### Démos et EP
- 1982 : Demo 1982
- 1982 : Face the Attack
- 1983 : 1983 Demo
- 1983 : Second 1983 Demo
- 1984 : The First Album Rehearsal Demos
- 1999 : Helldorado Promo (EP)

### Singles studio
- 1984 : I Wanna Be Somebody
- 1984 : School Daze
- 1984 : L.O.V.E. Machine
- 1985 : Blind in Texas
- 1985 : Wild Child
- 1986 : 9.5. N.A.S.T.Y
- 1986 : I Don't Need No Doctor
- 1987 : Scream Until You Like It
- 1989 : Mean Man
- 1989 : The Real Me
- 1989 : Forever Free
- 1992 : Chainsaw Charlie (Murders in the New Morgue)
- 1992 : The Idol
- 1992 : I am One
- 1992 : Hold On to My Heart
- 1995 : Black Forever/Goodbye America 1

- 1995 : Black Forever/Goodbye America 2
- 1997 : Kill Fuck Die

### Format Video
- 1984 : Live At The Lyceum, 84
- 1988 : Videos... In The RAW
- 1993 : First Blood... Lasts Visions
- 2001 : The Sting: Live At Key Club L.A.